# Saissetia mirifica
Saissetia mirifica är en insektsart som först beskrevs av William Miles Maskell 1897.  Saissetia mirifica ingår i släktet Saissetia och familjen skålsköldlöss. Inga underarter finns listade i Catalogue of Life.